# Monete in euro
Le monete in euro, in circolazione nella Euro zona dal 1º gennaio 2002, sono disponibili in 8 tagli, che spaziano da 1 centesimo a 2 euro. Ciascuna moneta ha sul rovescio una faccia comune a tutti i paesi dell'eurozona e sul dritto una faccia specifica per ciascuna nazione.
Gli Stati membri possono coniare monete metalliche in euro con l'approvazione della Banca centrale europea per quanto riguarda il volume del conio. 

## Caratteristiche generali
| Faccia comune | Denominazione    | Diametro | Spessore | Massa                  | Composizione | Composizione | Bordo | Descrizione faccia comune                            |
| --- | ---------------- | -------- | -------- | ---------------------- | ------------ | --- | ----- | ---------------------------------------------------- |
| | 0,01 € (1 cent)  | 16,25 mm | 1,67 mm  | 2,30 g                 |              | Acciaio placcato con rame 94,35% acciaio 5,65% rame |       | Mappa della Terra con Europa, Africa e Medio Oriente |
| liscio | 0,01 € (1 cent)  | 16,25 mm | 1,67 mm  | 2,30 g                 |              | Acciaio placcato con rame 94,35% acciaio 5,65% rame |       | Mappa della Terra con Europa, Africa e Medio Oriente |
| | 0,02 € (2 cent)  | 18,75 mm | 1,67 mm  | 3,06 g                 |              | Acciaio placcato con rame 94,35% acciaio 5,65% rame |       | Mappa della Terra con Europa, Africa e Medio Oriente |
| liscio con un singolo solco centrale | 0,02 € (2 cent)  | 18,75 mm | 1,67 mm  | 3,06 g                 |              | Acciaio placcato con rame 94,35% acciaio 5,65% rame |       | Mappa della Terra con Europa, Africa e Medio Oriente |
| | 0,05 € (5 cent)  | 21,25 mm | 1,67 mm  | 3,92 g                 |              | Acciaio placcato con rame 94,35% acciaio 5,65% rame |       | Mappa della Terra con Europa, Africa e Medio Oriente |
| liscio | 0,05 € (5 cent)  | 21,25 mm | 1,67 mm  | 3,92 g                 |              | Acciaio placcato con rame 94,35% acciaio 5,65% rame |       | Mappa della Terra con Europa, Africa e Medio Oriente |
| | 0,10 € (10 cent) | 19,75 mm | 1,93 mm  | 4,10 g                 |              | Oro nordico 89% rame 5% alluminio 5% zinco 1% stagno |       | Mappa dell'Europa (sul lato sinistro)                |
| smerlato (bordo rigato) | 0,10 € (10 cent) | 19,75 mm | 1,93 mm  | 4,10 g                 |              | Oro nordico 89% rame 5% alluminio 5% zinco 1% stagno |       | Mappa dell'Europa (sul lato sinistro)                |
| | 0,20 € (20 cent) | 22,25 mm | 2,14 mm  | 5,74 g                 |              | Oro nordico 89% rame 5% alluminio 5% zinco 1% stagno |       | Mappa dell'Europa (sul lato sinistro)                |
| liscio con sette rientranze ("fiore spagnolo") | 0,20 € (20 cent) | 22,25 mm | 2,14 mm  | 5,74 g                 |              | Oro nordico 89% rame 5% alluminio 5% zinco 1% stagno |       | Mappa dell'Europa (sul lato sinistro)                |
| | 0,50 € (50 cent) | 24,25 mm | 2,38 mm  | 7,80 g                 |              | Oro nordico 89% rame 5% alluminio 5% zinco 1% stagno |       | Mappa dell'Europa (sul lato sinistro)                |
| smerlato (bordo rigato) | 0,50 € (50 cent) | 24,25 mm | 2,38 mm  | 7,80 g                 |              | Oro nordico 89% rame 5% alluminio 5% zinco 1% stagno |       | Mappa dell'Europa (sul lato sinistro)                |
| | 1,00 € (1 euro)  | 23,25 mm | 2,33 mm  | 7,50 g Interno: 3,71 g |              | Esterno 1 €/Interno 2 €: Nichel ottone 75% rame 20% zinco 5% nichel Esterno 2 €/Interno 1 €: Cupronichel 75% rame 25% nichel (Un'analisi XRF di questa componente, su monete non nuove, mostra i seguenti risultati: Cu 73,3% Ni 26% Mn 0,21% Fe 0,057% Cr 0,037% Co 0,020% Te 0,017%) |       | Mappa dell'Europa (sul lato destro)                  |
| 3 segmenti lisci e 3 finemente rigati (alternati tra loro)                                                                                                  | 1,00 € (1 euro)  | 23,25 mm | 2,33 mm  | 7,50 g Interno: 3,71 g |              | Esterno 1 €/Interno 2 €: Nichel ottone 75% rame 20% zinco 5% nichel Esterno 2 €/Interno 1 €: Cupronichel 75% rame 25% nichel (Un'analisi XRF di questa componente, su monete non nuove, mostra i seguenti risultati: Cu 73,3% Ni 26% Mn 0,21% Fe 0,057% Cr 0,037% Co 0,020% Te 0,017%) |       | Mappa dell'Europa (sul lato destro)                  |
| | 2,00 € (2 euro)  | 25,75 mm | 2,20 mm  | 8,50 g Interno: 4,10 g |              | Esterno 1 €/Interno 2 €: Nichel ottone 75% rame 20% zinco 5% nichel Esterno 2 €/Interno 1 €: Cupronichel 75% rame 25% nichel (Un'analisi XRF di questa componente, su monete non nuove, mostra i seguenti risultati: Cu 73,3% Ni 26% Mn 0,21% Fe 0,057% Cr 0,037% Co 0,020% Te 0,017%) |       | Mappa dell'Europa (sul lato destro)                  |
| finemente rigato con lettere sul bordo | 2,00 € (2 euro)  | 25,75 mm | 2,20 mm  | 8,50 g Interno: 4,10 g |              | Esterno 1 €/Interno 2 €: Nichel ottone 75% rame 20% zinco 5% nichel Esterno 2 €/Interno 1 €: Cupronichel 75% rame 25% nichel (Un'analisi XRF di questa componente, su monete non nuove, mostra i seguenti risultati: Cu 73,3% Ni 26% Mn 0,21% Fe 0,057% Cr 0,037% Co 0,020% Te 0,017%) |       | Mappa dell'Europa (sul lato destro)                  |
| Queste immagini sono in una scala di 2,5 pixel per millimetro, uno standard di Wikipedia per le monete mondiali. Per altre informazioni vedi tavole monete. |                  |          |          |                        |              | |       |                                                      |

     Zona euro
     UE appartenenti agli AEC II
     UE appartenenti agli AEC II con deroga
     UE non appartenenti agli AEC II
     Non UE che usano bilateralmente l'euro
     Non UE che usano unilateralmente l'euro

## Faccia comune a tutti gli Stati
Sul lato comune a tutti i paesi che hanno adottato l'euro è indicato il valore, il cui disegno è opera del belga Luc Luycx, artista e grafico vincitore di un concorso europeo per il design delle nuove monete. Il disegno sulle monete da 1, 2 e 5 cent simboleggia il posto dell'Europa nel mondo. L'immagine sulle altre cinque rappresenta l'Europa come una massa omogenea di terra, e le righe verticali coprono esclusivamente le parti con il mare. Sono sempre presenti 12 stelle, simbolo dell'Unione europea. 
Solitamente ogni moneta riporta anche l'anno in cui fu coniata. Ci sono anche alcune monete datate 1999, l'anno in cui il valore dell'euro fu formalmente stabilito (solo in Francia, Spagna, Belgio, Paesi Bassi e Finlandia). In Italia, sebbene una certa quantità di monete sia stata coniata prima del 2002, nessuna reca la data antecedente a quest'ultima, che rappresenta l'anno di introduzione dell'euro.
| Rovescio comune a tutte le monete |  |  |
|                                   |  |  |
|                                   |  |  |
|                                   |  |  |

Dal 2007 le monete da 10, 20, 50 centesimi e 1 e 2 euro hanno una nuova faccia comune. La Slovenia introdusse direttamente le nuove monete dal 1º gennaio 2007, con l'adozione dell'euro; gli altri stati hanno modificato il lato comune tra il 2007 (Belgio, Finlandia, Francia, Germania, Grecia, Irlanda, Lussemburgo, Paesi Bassi, Spagna e Principato di Monaco) e il 2008 (Austria, Italia, Portogallo, San Marino e Città del Vaticano). Le nuove facce hanno sostituito le mappe politiche, risalenti al periodo dell'UE a quindici membri, con mappe geografiche dell'Europa occidentale. Così è stata eliminata anche l'ambiguità del vecchio disegno sulle monete da 10, 20 e 50 centesimi: pur volendo simboleggiare gli Stati dell'Unione europea che si uniscono, sembrava invece esaltare la divisione, raffigurando ogni paese come un'isola staccata dai confinanti.
| Precedente rovescio comune a tutte le monete |  |  |
|                                              |  |  |
|                                              |  |  |

## Facce nazionali delle monete in euro
Ogni paese ha il proprio disegno per il lato nazionale. L'unico denominatore comune è la presenza di 12 stelle anche su questo lato.
Alcuni stati usano un diverso disegno per ogni taglio (Austria, Grecia, Italia, San Marino e Slovenia), la maggior parte (Cipro, Francia, Germania, Lettonia, Lussemburgo, Malta, Monaco, Portogallo, Slovacchia e Spagna) un disegno per ciascun tipo (bicolori, oro, rame); Belgio, Città del Vaticano, Estonia, Irlanda e Lituania hanno lo stesso disegno per tutte e otto le monete; Bulgaria, Finlandia e Paesi Bassi hanno dato due diversi disegni alle monete bicolori e lo stesso alle rimanenti sei monete minori; Andorra e Croazia hanno dato un disegno uguale, uno per i centesimi in rame e uno per quelli in ottone, e due diversi motivi a ciascuna moneta bimetallica.
I sei stati dove vige una monarchia (Belgio, Città del Vaticano, Lussemburgo, Monaco, Paesi Bassi, Spagna) hanno deciso di raffigurare il loro monarca (la Spagna e Monaco solo sulle due monete maggiori). Mentre gli altri stati hanno scelto:
- Animali:
  - un camoscio pirenaico e un'aquila reale (Andorra)
  - una coppia di mufloni (Cipro)
  - una martora (Croazia)
  - una coppia di cigni selvatici (Finlandia)
  - la civetta di Atena, ripresa dal tetradramma ateniese del V secolo a.C. (Grecia)
  - una coppia di cavalli lipizzani; una cicogna; (Slovenia)
- Edifici e monumenti:
  - Casa de la Vall; chiesa di Santa Coloma (Andorra)
  - Belvedere; cattedrale di Santo Stefano; padiglione della secessione viennese (Austria)
  - Cavaliere di Madara (Bulgaria)
  - porta di Brandeburgo (Germania)
  - Castel del Monte; Colosseo; Mole Antonelliana; statua equestre di Marco Aurelio (Italia)
  - altare del tempio di Menaidra (Malta)
  - basilica di San Marino; chiesa di San Francesco; Palazzo pubblico; Porta del Paese; Prima Torre (La Guaita); Seconda Torre (La Cesta); Terza Torre (Il Montale); Statua della Libertà (San Marino)
  - castello di Bratislava (Slovacchia)
  - Pietra del Principe (Slovenia)
  - cattedrale di Santiago di Compostela (Spagna)
- Elementi naturali:
  - Monte Titano (San Marino)
  - Monte Kriváň (Slovacchia)
  - Monte Tricorno e la costellazione del Cancro (Slovenia)
- Figure allegoriche:
  - albero della vita ed esagono con il motto Liberté, Égalité, Fraternité; Marianne; la seminatrice (Francia)
- Figure mitologiche:
  - il rapimento di Europa, tratto da un mosaico spartano del III secolo (Grecia)
- Mappe:
  - mappa della Croazia (Croazia)
  - mappa dell'Estonia (Estonia)
- Navi:
  - nave di Kyrenia (Cipro)
  - una corvetta; una petroliera; una trireme dell'antica Atene (Grecia)
- Opere d'arte:
  - idolo di Pomos (Cipro)
  - ritratto di Dante da un particolare dell'affresco Disputa del Sacramento di Raffaello; ritratto di Venere da un particolare del dipinto La nascita di Venere di Sandro Botticelli; la scultura Forme uniche della continuità nello spazio di Umberto Boccioni; l'uomo vitruviano di Leonardo da Vinci (Italia)
  - San Marino raffigurato in un dipinto della scuola di Guercino (San Marino)
  - rielaborazione del dipinto Il seminatore di Ivan Grohar; il progetto per il palazzo del parlamento nazionale sloveno dell'architetto Jože Plečnik (Slovenia)
- Persone:
  - Wolfgang Amadeus Mozart; Bertha von Suttner (Austria)
  - Giovanni di Rila; Paisij di Hilendar (Bulgaria)
  - Nikola Tesla (Croazia)
  - Giovanni Capodistria; Rigas Feraios; Eleutherios Venizelos (Grecia)
  - Dante Alighieri (Italia)
  - San Marino diacono (San Marino)
  - France Prešeren; Primož Trubar (Slovenia)
  - Miguel de Cervantes (Spagna)
- Piante:
  - genziana; rosa alpina; stella alpina (Austria)
  - fiori e bacche del lampone artico (Finlandia)
  - ramoscello di quercia farnia (Germania)
- Stemmi e sigilli:
  - Stemma di Andorra (Andorra)
  - Leone araldico (Finlandia)
  - Aquila federale (Germania)
  - cavaliere Vytis (Lituania)
  - croce di Malta; stemma della Repubblica di Malta (Malta)
  - tre antichi sigilli reali (Portogallo)
  - stemma della famiglia Grimaldi (Principato di Monaco)
  - stemma di San Marino (San Marino)
  - croce patriarcale sulle tre alture dello stemma della Slovacchia (Slovacchia)
  - stemma della Sede vacante; stemma di papa Francesco (Vaticano)
- Strumenti musicali:
  - Arpa di Brian Boru (Irlanda)
- Altro:
  - lettere dell'alfabeto glagolitico (Croazia)

Ogni stato membro era autorizzato a mettere in circolazione anche determinati quantitativi di monete commemorative, a condizione che ne fosse emessa soltanto una l'anno e che si trattasse della moneta da 2 euro. Questa norma è stata modificata a luglio del 2012, permettendo di emettere due monete commemorative all'anno (escludendo eventuali emissioni obbligatorie). Queste monete presentano le stesse caratteristiche tecniche delle normali monete euro in circolazione, ma recano sulla faccia nazionale una raffigurazione commemorativa.

### Zona euro
- Monete euro austriache (adozione dell'euro: 1º gennaio 1999)
- Monete euro belghe (adozione dell'euro: 1º gennaio 1999)
- Monete euro cipriote (adozione dell'euro: 1º gennaio 2008)
- Monete euro croate (adozione dell'euro: 1º gennaio 2023)
- Monete euro estoni (adozione dell'euro: 1º gennaio 2011)
- Monete euro finlandesi (adozione dell'euro: 1º gennaio 1999)
- Monete euro francesi (adozione dell'euro: 1º gennaio 1999)
- Monete euro greche (adozione dell'euro: 1º gennaio 2001)
- Monete euro irlandesi (adozione dell'euro: 1º gennaio 1999)
- Monete euro italiane (adozione dell'euro: 1º gennaio 1999)
- Monete euro lettoni (adozione dell'euro: 1º gennaio 2014)
- Monete euro lituane (adozione dell'euro: 1º gennaio 2015)
- Monete euro lussemburghesi (adozione dell'euro: 1º gennaio 1999)
- Monete euro maltesi (adozione dell'euro: 1º gennaio 2008)
- Monete euro neerlandesi (adozione dell'euro: 1º gennaio 1999)
- Monete euro portoghesi (adozione dell'euro: 1º gennaio 1999)
- Monete euro slovacche (adozione dell'euro: 1º gennaio 2009)
- Monete euro slovene (adozione dell'euro: 1º gennaio 2007)
- Monete euro spagnole (adozione dell'euro: 1º gennaio 1999)
- Monete euro tedesche (adozione dell'euro: 1º gennaio 1999)

### Stati non UE che usano l'euro

#### Con accordi bilaterali
- Andorra: monete euro andorrane (adozione dell'euro: 1º gennaio 2014) attraverso la Spagna e la Francia[5]
- Monaco: monete euro monegasche (adozione dell'euro: 1º gennaio 1999) attraverso la Francia
- San Marino: monete euro sammarinesi (adozione dell'euro: 1º gennaio 1999) attraverso l'Italia
- Città del Vaticano: monete euro vaticane (adozione dell'euro: 1º gennaio 1999) attraverso l'Italia

#### Unilateralmente
- Kosovo: vedi euro in Kosovo (adozione dell'euro: 1º gennaio 2002)
- Montenegro: vedi euro in Montenegro (adozione dell'euro: 1º gennaio 2002)

### Stati UE che non hanno adottato l'euro

#### Con opt-out
- Danimarca (vedi adozione dell'euro in Danimarca)

#### Appartenenti all'AEC II
- Bulgaria (vedi adozione dell'euro in Bulgaria)

#### Non appartenenti all'AEC II
- Polonia (vedi adozione dell'euro in Polonia)
- Rep. Ceca (vedi adozione dell'euro in Repubblica Ceca)
- Romania (vedi adozione dell'euro in Romania)
- Svezia (vedi adozione dell'euro in Svezia)
- Ungheria (vedi adozione dell'euro in Ungheria)

### 2 euro commemorativi
Ciascuno Stato membro poteva coniare una moneta commemorativa all'anno sino al 2012, mentre dal 2013 può coniarne fino a due. Solo le monete da 2 euro possono essere usate allo scopo, inoltre la moneta è soggetta a tutte le normali regole: devono comparire le 12 stelle, l'anno ed un'identificazione dello Stato emittente.
La Grecia è stata la prima ad emettere una moneta commemorativa nel 2004 per i Giochi Olimpici di Atene 2004, raffigurante un discobolo, mentre nel 2007 tutti i Paesi membri parteciparono ad un'emissione coordinata per commemorare i 50 anni dei trattati di Roma. L'operazione è stata ripetuta nel 2009 per commemorare i 10 anni della nascita dell'euro, con l'immagine di un uomo e del simbolo dell'euro stilizzati, nel 2012 per celebrare i 10 anni dell'euro e nel 2015 per celebrare i 30 anni dall'adozione della bandiera a dodici stelle quale vessillo ufficiale dell'Unione Europea.
Tra le altre monete commemorative si ricordano anche quella di Torino 2006, del World Food Programme (2004) e della Costituzione europea (2005), tutte coniate dalla Repubblica Italiana.

## Monete commemorative da collezione
Agli Stati della zona euro è consentita l'emissione di monete commemorative da collezione con tagli diversi da quelli delle monete comunemente in circolazione. Queste monete, solitamente coniate in oro, argento o in altri metalli preziosi o rari come il niobio, hanno valore legale soltanto nel paese di emissione salvo casi particolari dovuto ad accordi precedentemente in vigore tra i singoli stati come, ad esempio, tra Italia, San Marino e Città del Vaticano. Di fatto queste monete, che solitamente hanno un valore intrinseco maggiore di quello facciale, non vengono utilizzate nella normale circolazione.
Fra esse si hanno:
- Monete da 3 euro
- Monete da 5 euro
- Monete da 10 euro
- Monete da 20 euro
- Monete da 50 euro

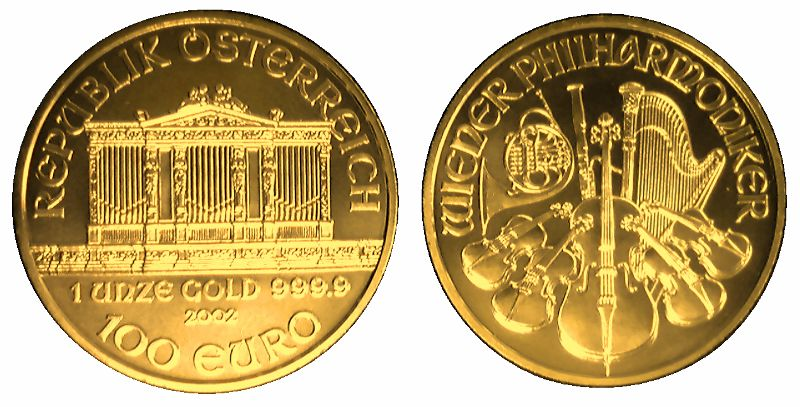
Austria - 100 euro in oro del 2002.